# 海斯勒維爾 (新澤西州)
海斯勒維爾（英語：Heislerrville）是位於美國新澤西州坎伯蘭縣的普查規定居民點。

## 人口
根據2020年美國人口普查的數據，海斯勒維爾的面積為1.86平方千米，皆為陸地。當地共有人口227人，而人口密度為每平方千米122.04人。